# Brutal (песня)
«Brutal» — песня, записанная американской певицей и автором песен Оливией Родриго. Это первый трек на её дебютном студийном альбоме «Sour», который был выпущен 21 мая 2021 года на лейбле Geffen Records. Песня была написана Родриго и Дэном Нигро, а продюсером является Нигро.

## Предыстория
«Brutal» одна из одиннадцати песен с дебютного альбома Оливии Родриго «Sour». Песня возмущена идеей о том, что подростковые годы лучшие годы тинейджеров, и разделяет чувство подросткового разочарования.

## Kомпозиция
«Brutal» описывается как поп-панк и альт-рок песня с элементами гранжа, ню-метала, инди-рока и панка.

## Критика
Лариша Пол из Billboard охарактеризовала начало «Brutal» как «мерцающее» и «блестящее», а остальную часть песни — как «гранж рок». Жюль Лефевр, писавший для Junkee, охарактеризовал песню как «бесконечно приятную», а вокал Родриго — как «кисс-офф» .

## Коммерческий успех
«Brutal» дебютировал на 12 строчке в чарте Billboard Hot 100 и занял первое место в чарте Billboard Hot Rock & Alternative Songs.

## Участники записи
- Оливия Родриго — вокал, бэк-вокал,
- Дэн Нигро — бэк-вокал, продюсирование, акустическая гитара, программирование ударных, электрогитара, синтезатор
- Эрик Серна — бас, электрогитара
- Райан Линвилл — программирование ударных, орган Wurlitzer
- Пол Картрайт — альт, скрипка
- Рэнди Меррилл — мастеринг
- Митч Маккарти — микширование

## Чарты
| Чарт (2021)                                 | Высшая позиция |
| ------------------------------------------- | -------------- |
| Австралия (ARIA)                            | 12             |
| Canada (Canadian Hot 100)                   | 13             |
| Global 200 (Billboard)                      | 11             |
| Greece (IFPI)                               | 40             |
| Новая Зеландия (Recorded Music NZ)          | 8              |
| Испания (PROMUSICAE)                        | 78             |
| US Billboard Hot 100                        | 12             |
| US Hot Rock & Alternative Songs (Billboard) | 1              |